# Frontière entre la France et Jersey
La frontière entre la France et Jersey est intégralement maritime, dans la Manche. Elle sépare le territoire métropolitain de la France de celui du bailliage de Jersey, dépendance de la Couronne britannique et plus grande des îles Anglo-Normandes.

## Historique
La frontière a fait l'objet de disputes, notamment sur l'appartenance des récifs inhabités des Écréhou et des Minquiers, qui ont abouti à un jugement de la Cour internationale de justice en 1951.
Jusqu'à la fin du XXe siècle, il n'existait pas de limite d'État établie entre les eaux françaises et jersiaises dans la baie de Granville. Seules avaient été fixées des limites de pêche, notamment par un accord entre les Gouvernements français et britannique le 10 juillet 1992 relatif aux relations de voisinage concernant les activités des pêcheurs à proximité des îles anglo-normandes et de la côte française de la péninsule du Cotentin.
Lors du Brexit, en 2021, les tensions se sont ravivées autour des problèmes liés à la pêche.

## Ligne de délimitation
La ligne de délimitation forme une vaste boucle qui s'appuie, à l'est, sur l'extrémité sud de la ligne de délimitation des secteurs de pêche entre le Cotentin et Aurigny (Royaume-Uni) définie par l'accord franco-britannique du 10 juillet 1992 déjà mentionné et, à l'ouest, sur l'extrémité sud-est de la ligne de délimitation entre les plateaux de Roches-Douvres et de Barnouic et Guernesey définie également par l'accord du 10 juillet 1992.
À l'est, la ligne de délimitation maritime descend vers le sud suivant le trait des côtes du département de la Manche sur le principe de l'équidistance en contournant les Dirouilles et les Écrehous, puis passe entre le plateau des Minquiers et les îles Chausey. Elle contourne ensuite le plateau des Minquiers par le sud, puis s'oriente vers le nord en remontant vers le Sud-Ouest de Guernesey.
La ligne de délimitation est constituée par des arcs de loxodromie joignant quatorze points définis par des coordonnées géographiques exprimées dans le système de référence géodésique européen (ETRS89) :
- g1 : 49° 27' .63" N, 2° 5' .85" W - Tripoint avec Guernesey
- j1 : 49° 21' .88" N, 1° 59' .55" W
- j2 : 49° 19' .00" N, 1° 53' .50" W
- j3 : 49° 15' .05" N, 1° 50' .00" W
- j4 : 49° 11' .00" N, 1° 50' .00" W
- j5 : 49° 03' .95" N, 1° 51' .55" W
- j6 : 48° 57' .88" N, 1° 56' .57" W
- j7 : 48° 56' .50" N, 1° 59' .00" W
- j8 : 48° 53' .00" N, 1° 59' .00" W
- j9 : 48° 52' .33" N, 2° 05' .00" W
- j10 : 48° 52' .33" N, 2° 14' .50" W
- j11 : 48° 55' .67" N, 2° 31' .52" W
- j12 : 49° 03' .57" N, 2° 31' .52" W
- g15 : 49° 13' .25" N, 2° 33' .55" W - Tripoint avec Guernesey